# Арђентјера
Арђентјера (итал. Argentiera) је насеље у Италији у округу Сасари, региону Сардинија.
Према процени из 2011. у насељу је живело 70 становника. Насеље се налази на надморској висини од 40 м.